# Melchior Hofmann

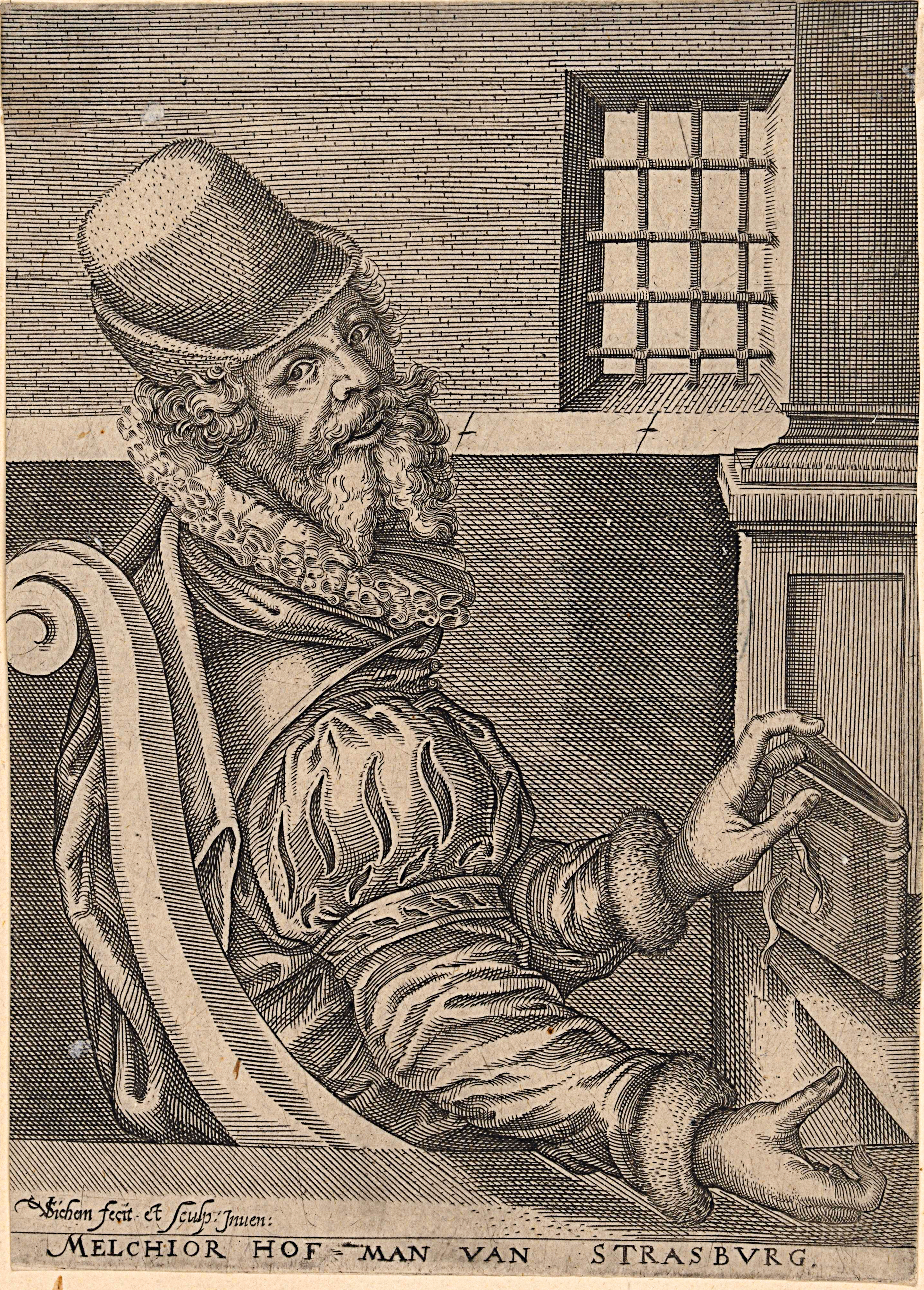
Melchior Hofmann (avbildning från 1758).

Melchior Hofmann, född omkring 1495, död 1543 eller 1544, var en tysk predikant tillhörande anabaptismen.
Hofmann verkade i de baltiska länderna, Danmark, Sverige (varifrån han förvisades 1527) och Grevskapet Holland. Han förkunnade världsdomen och gudsrikets upprättande på jorden. Från 1533 till sin död satt Hofmann fängslad i Strassburg.